# Федерація українських соціал-демократів у Канаді
Федерація українських соціал-демократів у Канаді (ФУСД, англ. Federation of Ukrainian Social Democrats) — організація українців Канади, заснована 1910 року з членів українських філій Соціалістичної Партії Канади, які діяли з 1907 року.

## Передумови
У першому десятилітті XX століття більшість українських емігрантів у Канаді, що належали до лівого політичного спрямування, вступили до Соціалістичної партії Канади (СПК). 1907 року українські представництва партії були засновані у Вінніпегу, Портедж-ла-Прері та Намаймо, ще чотири з'явилися на початку 1908 року. Також у цей час була невдала спроба заснувати в складі СПК Український соціалістичний альянс. Відносини українців із домінантним англофонським керівництвом іноді були складними, і в деяких випадках члени української партії звинувачували англійців — членів партії у шовінізмі. Зі свого боку, керівництво СПК не бажало санкціонувати діяльність культурних спільнот всередині партії.

## Заснування та діяльність
У листопаді 1909 року кілька українців — членів СПК скликали у Вінніпегу спеціальну Соціалістичну конвенцію канадських українців (англ. Socialist Convention of Canadian Ukrainians). Делегати відстоювали ідею створення нової організації для кращої комунікації між українськими гілками СПК і водночас погрожували вийти з партії, якщо запит на українську автономію в межах партії буде відхилено. Незадовго після цього було засновано Федерацію українських соціал-демократів (ФУСД), перше зібрання якого відбулося в серпні 1910 року в Едмонтоні. На ньому організація формально розірвала свої зв'язки із СПК і стала союзницею новоствореної Соціал-демократичної партії Канади (СДП).
Першим секретарем Федерації було обрано Мирослава Стечишина.
Обрання виконавчої ради в Альберті на чолі з Романом Кремаром в 1911 році спричинило розкол у ФУСД, який, до того ж, посилився суперечками щодо відносин із СПК та СДП. Тоді від ФУСД відокремилася Федерація українських соціалістів у Канаді на чолі з Кремаром. Проте вже на кінець 1912 року ФУСД була єдиною організацією українського соціалістичного руху в Канаді.
ФУСД надіслала одного кандидата на канадські федеральні вибори 1911 року, а саме — Василя Головацького, що представляв виборчий округ Селкірк у Манітобі. На голосуванні він представлявся як незалежний кандидат і набрав 234 голоси, посівши третє місце в окрузі.
ФУСД була перейменована в Українську соціал-демократичну партію в січні 1914 року. На момент перейменування Федерація нараховувала 238 членів і мала 18 гілок.